# Арду
А́рду (эст. Ardu) — посёлок в волости Козе уезда Харьюмаа, Эстония.

## География и описание
Расположен на расстоянии 57 километров от Таллина и 32 километров от Пайде, у шоссе Таллин—Тарту, в верхнем течении реки Пирита, на южном берегу водохранилища Паункюла. Высота над уровнем моря — 78 метров.
Посёлок находится в живописном и чистом природном месте, предоставляющем хорошие возможности для отдыха: в окрестностях много туристических троп, в лесах — грибных и ягодных мест, а также мест для охоты. В последние годы, однако, в основном из-за строительства новой автомагистрали Таллин—Тарту (2—3 километра к юго-западу от посёлка), было вырублено много деревьев и созданы многочисленные карьеры по добыче гравия.
Климат умеренный. Официальный язык — эстонский. Почтовый индекс — 75001.

## Население
По данным переписи населения 2021 года, в Арду насчитывалось 506 жителей, из них 467 (93,0 %) — эстонцы.
По данным  переписи населения 2011 года, в посёлке проживали 544 человека, из них 520 (95,6 %) — эстонцы.
Численность населения посёлка Арду по данным переписей населения:
| Год  | 1959 | 1970  | 1979  | 1989  | 2000  | 2011  | 2021  |
| ---- | ---- | ----- | ----- | ----- | ----- | ----- | ----- |
| Чел. | 200  | ↗ 232 | ↗ 466 | ↗ 537 | ↗ 566 | ↘ 544 | ↘ 506 |

## История
Поселение впервые упомянуто в Датской поземельной книге 1241 года как Harto. На картах XVIII века возле Арду (Hardo) указана корчма.
На военно-топографических картах Российской империи (1846–1863 годы), в состав которой входила Эстляндская губерния, населённый пункт обозначен как Арду.
В советское время в посёлке находилась центральная усадьба совхоза «Хабая».
В 1992–2013 годах Арду был административным центром волости Кыуэ (объединена с волостью Козе).

## Инфраструктура
В посёлке есть центральное водоснабжение и канализация, которые были частично обновлены в 2009 году. Построена насосная станция и био-пруд, отвечающие евро-требованиям. Осовременена расположенная на берегу реки сауна,  которая стала местом совместного времяпрепровождения жителей посёлка. Население проживает в частных домах и квартирных домах (4 двухэтажных, 1 трёхэтажный и 6 пятиэтажных жилых зданий). В большинстве квартирных и частных домов центральное отопление, часть жилищ имеет печное отопление. Поселковая котельная реновировалась дважды, и её работа переведена на автоматизированную систему.
Почтовое отделение посёлка было закрыто в 2016 году; с 2018 года работает пункт оказания почтовых услуг в помещениях Ардуской библиотеки. Периодические издания и письма доставляются жителям посёлка из почтового отделения посёлка Козе. В библиотеке также работает публичный интернет-пункт.
Школьное преподавание в Арду ведёт своё начало уже с 17-го столетия. В настоящее время школа располагается в современном комплексе, построенном в 1991 году. Рядом со зданием школы находится работающий с конца 1960-х годов детский сад, который переехал в современное здание в 2009 году. Ардуская библиотека работает с конца 1920-х годов и в настоящее время располагается в реновированной столовой бывшего совхоза.
Дом культуры (народный дом) в посёлке отсутствует. Некоммерческие организации и общества работают в школьном здании и в дневном центре; там же проходят различные общественные мероприятия. Для занятий спортом созданы хорошие условия: у школы расположен современный стадион, баскетбольная и волейбольная площадки, а на берегу реки — площадка для тенниса.

## Предпринимательство
В 2018 году крупнейшим предприятием населённого пункта являлось созданное в 1996 году акционерное общество «Мару Металл» (Maru Metall), занимающееся производством  стальных каркасов. В центральном здании посёлка расположен торговый центр Intax; там же работают парикмахерская, центр здоровья и целевое учреждение, управляющее коммунальным хозяйством (SA Kõue Varahaldus). Большу́ю  часть помещений центра занимает швейное предприятие «Муруэйт» (Murueit OÜ). В помещениях бывшего волостного управления разместились несколько малых предприятий и на время строительства новой магистрали Таллин—Тарту — дорожно-строительное управление.

## Достопримечательности
В Арду находится кладбище культуры боевых топоров (III век до н. э.—II век до н. э. века до н.э), внесённое в Государственный регистр памятников культуры Эстонии. На основе скелетных останков найденного там человека в 1950-х годах Михаил Герасимов выполнил бюст мужчины, который называют Ардуский мужчина.
На холме Трейели установлен монумент погибшим в сражении под Арду в годы Эстонской освободительной войны. Он также внесён в регистр памятников культуры.